# Mario Sosa
Mario Sosa (1910 – ?) kubai válogatott labdarúgó.
A kubai válogatott tagjaként részt vett az 1938-as világbajnokságon.

## Külső hivatkozások
- Mario Sosa – a FIFA adatbázisában